# Lee Wei
Lee Wei (caratteri cinesi: 李威; Taipei, 9 luglio 1980) è un attore, cantante e modello taiwanese.
Parla fluentemente cinese, taiwanese minnan e inglese, ed è inoltre un giocatore di basket.

## Filmografia

### Serie televisive
- Sheng Tang Feng Yun 聖堂風雲 (in produzione)
- Hi My Sweetheart (CTS, 2009)
- Autumn's Concerto (TTV, 2009)
- Bull Fighting (TTV/SETTV, 2008)
- Ma Que Ai Shang Feng Huang (CTS, 2007)
- My Lucky Star (TTV/SETTV, 2007)
- The Kid from Heaven (CTS,2006)
- Mi Li An Zhong An (2006)
- Fast Track Love (2006)
- Evil Spirit 05 (GTV, 2005)
- Say Yes Enterprise: The Graduate (TTV, 2004)
- The Legend of Speed (2004)
- Singles Dormitory (CTS, 2004)
- Toast Boy's Kiss II, The Ability of Love (2002)
- Sweet Lemon (ETTV, 2002)
- Six Friends (CTS, 2001)
- Toast Boy's Kiss (ETTV, 2001)
- Great Teacher Onizuka (麻辣鮮師GTO, versione cinese) (CTS 2001)

### Film
- Blue Cha Cha Archiviato il 1º ottobre 2009 in Internet Archive. (24 febbraio 2006)

## Discografia

### Singoli
- Hei Ye Ming Tian (黑夜明天, sigla di The Kid from Heaven, 2006)
- Rain and Tears (sigla di Singles Dormitory, 2004)